# راگبی (تنسی)
راگبی (به انگلیسی: Rugby) یک منطقهٔ مسکونی در ایالات متحده آمریکا است که در تنسی واقع شده‌است.